# سامسونگ گلکسی اس۹
سامسونگ گلکسی اس۹ (انگلیسی: Samsung Galaxy S9) و سامسونگ گلکسی اس۹+ تلفن‌های هوشمند اندرویدی هستند که از سوی شرکت سامسونگ الکترونیک تولید شده‌است و جزء گوشی‌های گلکسی سری اس این شرکت هستند. 
این دستگاه‌ها در همایش جهانی گوشی همراه در شهر بارسلون در ۲۵ فوریه ۲۰۱۸ به عنوان جانشین اس۸ و اس۸+ معرفی شدند.